# Палестина на Паралимпийских играх
Палестина на Паралимпийских играх впервые приняла участие в 2000 году на летних Играх в Сиднее, и с тех пор участвует на всех летних Играх. На зимних Играх спортсмены Палестины участия пока не принимали.
На настоящее время спортсмены Палестины завоевали на всех Играх в сумме 3 медали, из них ни одной золотой.

## Медальный зачёт

### Медали летних Паралимпийских игр
| Игры                | Золото | Серебро | Бронза | Всего | Место |
| ------------------- | ------ | ------- | ------ | ----- | ----- |
| 2000 Сидней         | 0      | 0       | 1      | 1     | 64    |
| 2004 Афины          | 0      | 1       | 1      | 2     | 64    |
| 2008 Пекин          | 0      | 0       | 0      | 0     | —     |
| 2012 Лондон         | 0      | 0       | 0      | 0     | —     |
| 2016 Рио-де-Жанейро | 0      | 0       | 0      | 0     | —     |
| 2020 Токио          | 0      | 0       | 0      | 0     | —     |
| Итого               | 0      | 1       | 2      | 3     |       |